# Cave automatic virtual environment

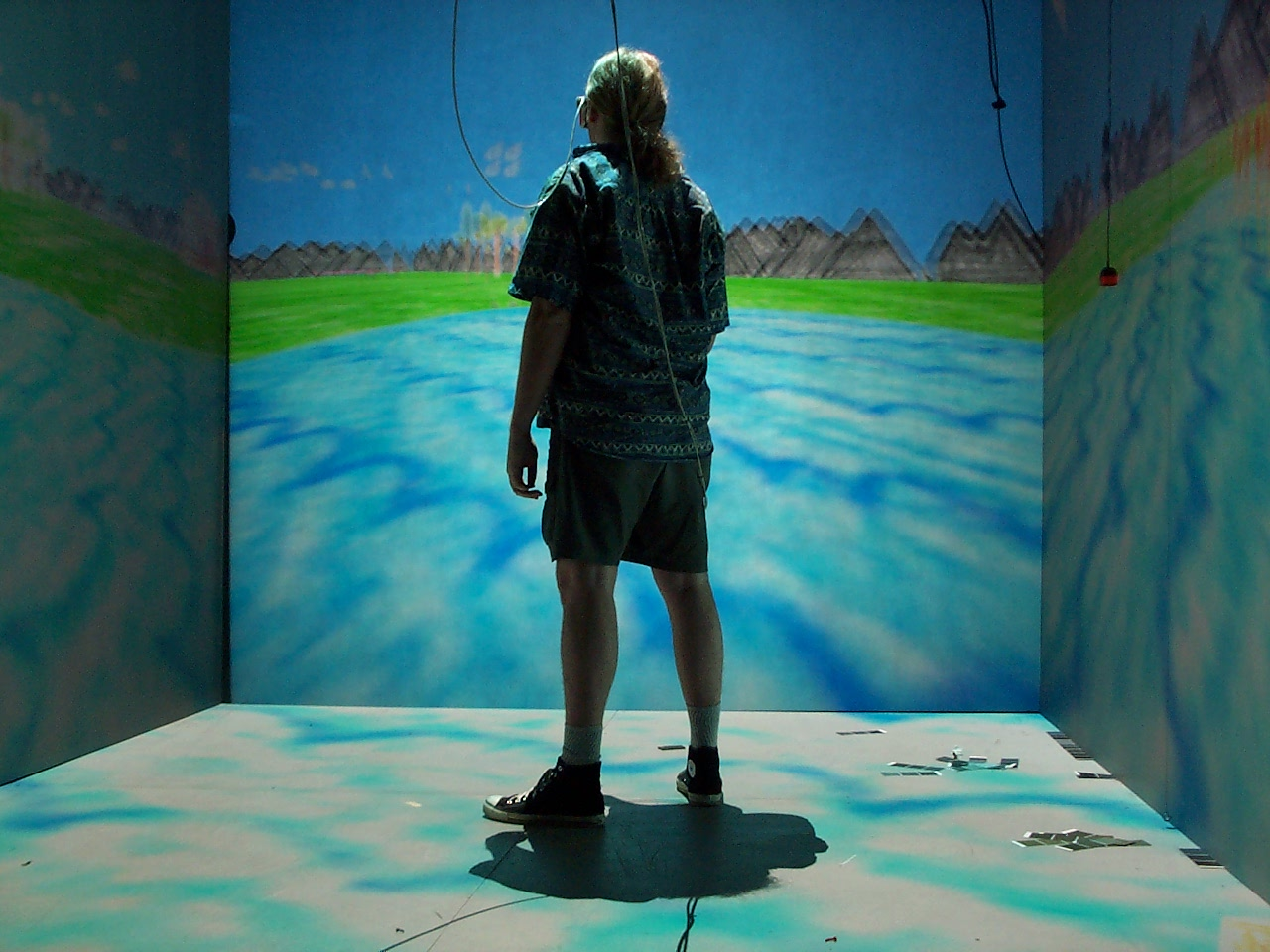
CAVEを体験する男性

Cave automatic virtual environment(CAVE)とはイリノイ大学 Electronic Visualization Laboratory（EVL）のキャロライナ・クルーズ＝ネイラ、ダニエル・サンディン、トーマス・デファンティが開発した没入型仮想現実体験装置である。

## 概要
IPT（Immersive Projection Technology）と呼ばれる視点を自由にできるというインタラクティブ性を備えた仮想現実の方式で、1992年にイリノイ大学EVLが開発後、各国の大学・研究機関・企業等で設置・利用されている。
約3メートル四方の立方体で構成された空間内のスクリーンに立体的にCG映像を表示させて、仮想現実を体験できる。
CAVEの仮想環境は、一部屋サイズの立方体で前・左右・床の4面のスクリーンに投影装置を用いて右目用と左目用の画像が交互に高速に切り替わる両眼視差の画像を投影して、これに液晶シャッタグラスが右目用と左目用のそれぞれの画像と同期する（アクティブシャッター方式）。体験者はポヒマスと呼ばれる磁気式の位置センサを装備してこれによって360度の完全な視覚体験のみならず、仮想モデル内を歩き回ることも可能で分子構造の可視化、流体解析、気象シミュレーション、医療シミュレーション、自動車・航空機の操縦、建築物の試作設計などが想定される。
日本国内では岐阜県各務原市の株式会社VRテクノセンター内でCOSMOSが運用され、東京大学ではCABINが運用された。
かつてヘッドマウントディスプレイ(HMD)は仮想現実の表示デバイスとしては適さないと評価された時期があり、この種の投影型表示装置と液晶シャッタグラスを組み合わせて没入型デジタル環境を実現した時期があったものの、装置が大掛かりで設置するための空間や維持費がかかることもあり、現在では一部を除き、下火になりつつある。

## 主なCAVE

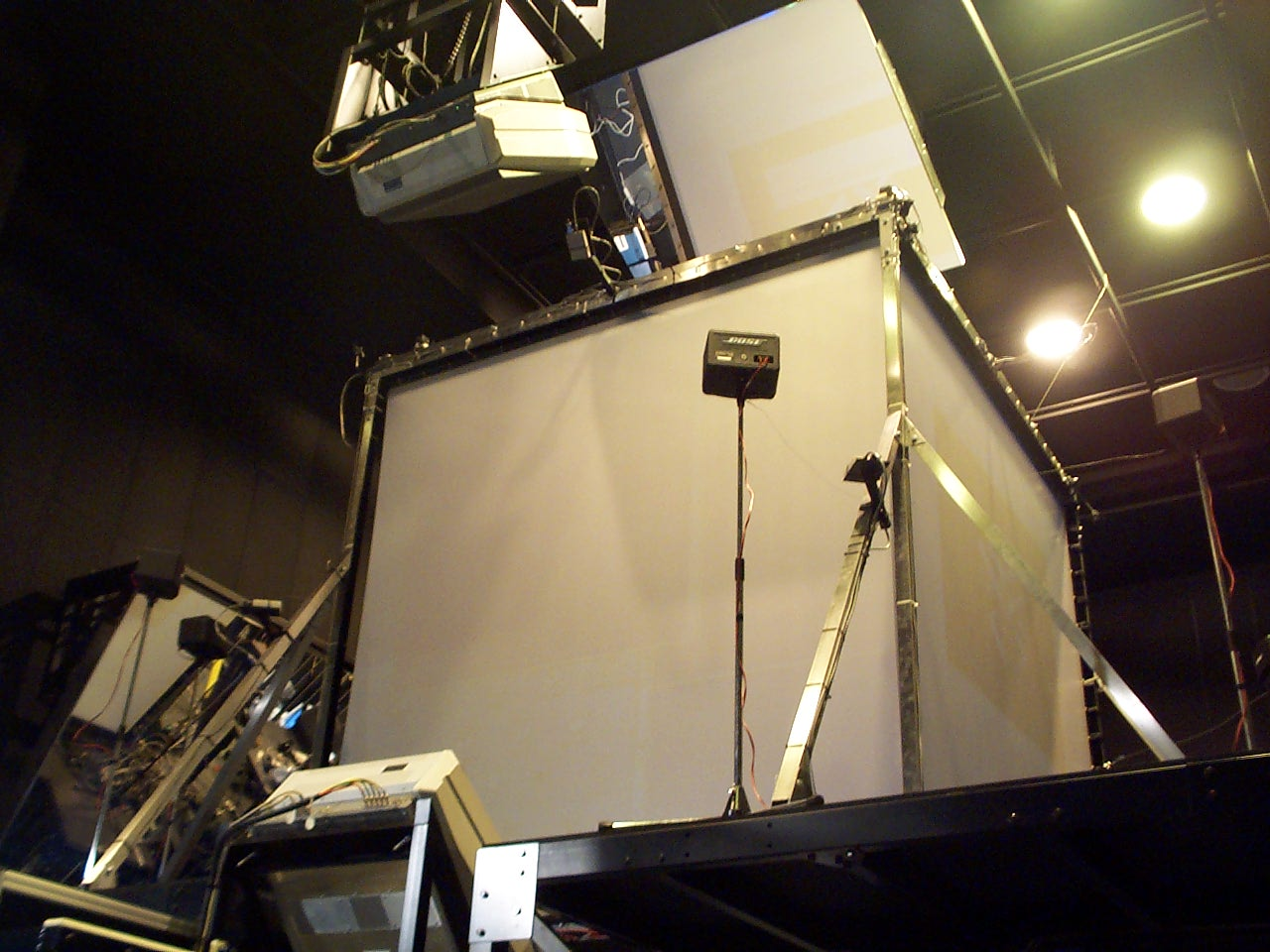
外部から見たCABIN

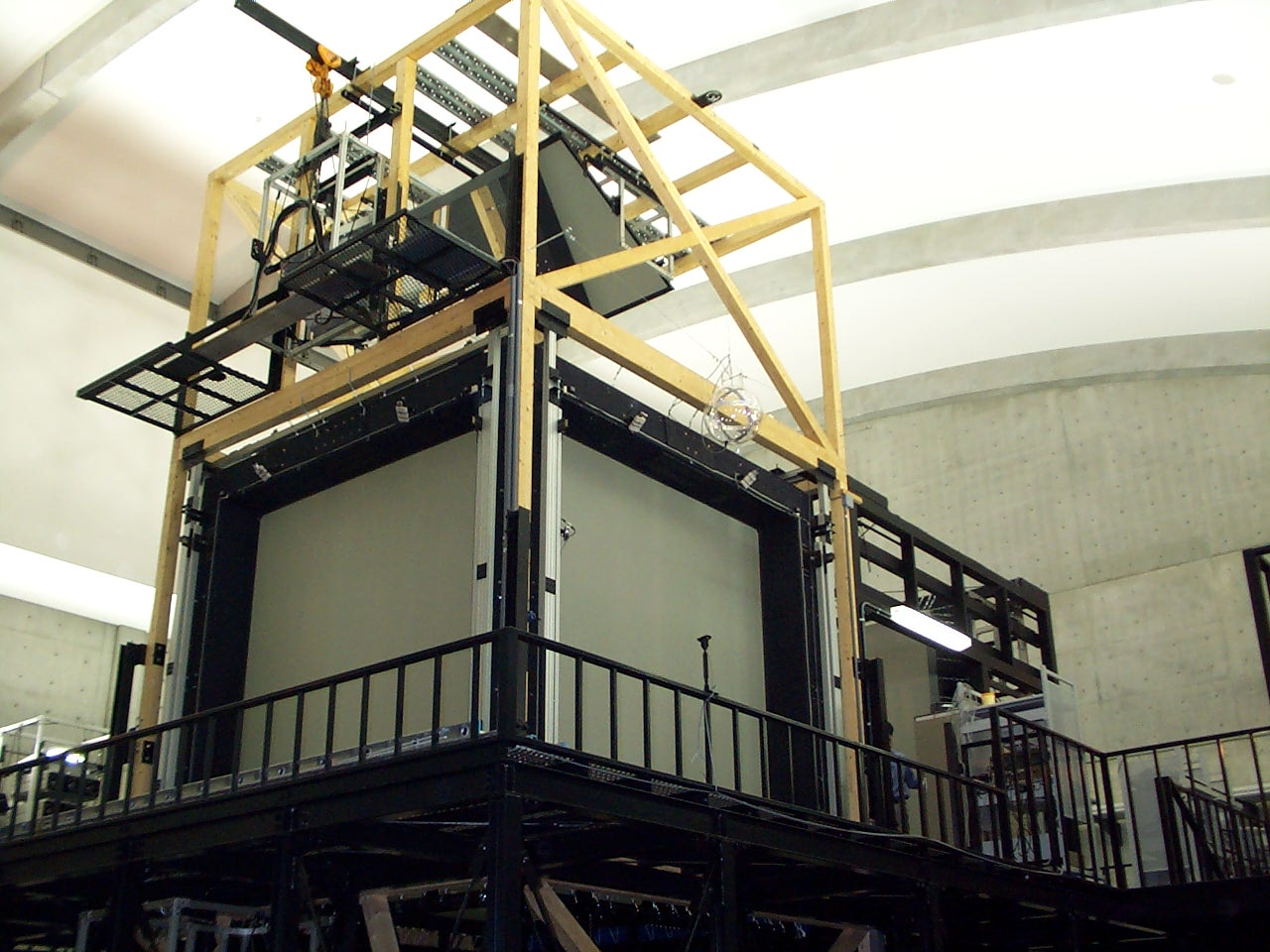
外部から見たCOSMOS

### CABIN
CABIN(Computer Augmented Booth for Image Navigation) は正面、両側面、天井、床面の周囲5面を大型スクリーンで囲んだ装置で1997年に東京大学インテリジェント・モデリング・ラボラトリーに設置され、2012年まで、15年間にわたり運用された。当時はリアルタイムでの3D映像の作成のためにSGI Onyxを複数台使用した。

### COSMOS
COSMOS (COsmic Scale Multimedia Of Six-faces)は岐阜県各務原市の株式会社VRテクノセンターで運用される6面を大型スクリーンで囲んだ装置。岐阜県知事だった梶原拓の肝いりで計画が進められ、完成した当時、6面を表示できる装置は世界に2台しかなかった。

### π-CAVE
神戸ポートアイランドの京 (スーパーコンピュータ)に隣接する神戸大学統合研究拠点で運用される。データが投影されるスクリーン空間は3m（高さ）ｘ3m（奥行）ｘ7.8m（横幅）と、国内最大級のCAVE装置であり、クリスティ・デジタル・システムズが設計したVRソリューション『HoloStage（ホロステージ）』が採用されている。2019年度をもって共同利用が終了した。

## 文献
- Carolina Cruz-Neira, Daniel J. Sandin and Thomas A. DeFanti. "Surround-Screen Projection-based Virtual Reality: The Design and Implementation of the CAVE", SIGGRAPH'93: Proceedings of the 20th Annual Conference on Computer Graphics and Interactive Techniques, pp. 135–142, DOI:10.1145/166117.166134
- 廣瀬・小木・石綿・山田，「多面型全天周ディスプレイ(CABIN)の開発とその評価」，電子情報通信学会論文誌，D-II Vol.J 81-D-II, No.5, pp.888-896，1998
- 没入型ディスプレイの特性と応用の展開
- さよなら CABIN - 日本バーチャルリアリティ学会